# 伊倉町
伊倉町（いくらまち）は、熊本県の北部、玉名郡にかつてあった町。

## 歴史
- 1889年4月1日 - 伊倉北方村、伊倉南方村、宮原村、片諏訪村、横田村が合併し伊倉村が成立。
- 1899年2月2日 - 町制施行し伊倉町となる。
- 1954年4月1日 - 玉名町、築山村、滑石村、豊水村、八嘉村、梅林村、小田村、玉名村、石貫村、月瀬村、大浜町と合併し玉名市となる。

## 学校
- 伊倉町立伊倉小学校